# Comuna Mîkolo-Hulak, Kazanka
Mîkolo-Hulak (în ucraineană Миколо-Гулак) este o comună în raionul Kazanka, regiunea Mîkolaiiv, Ucraina, formată din satele Mîkolo-Hulak (reședința), Tarasivka, Ternove, Utișne și Verbove.

## Demografie
Componența lingvistică a comunei Mîkolo-Hulak
     Ucraineană (91,45%)
     Rusă (6,46%)
     Română (1,33%)
     Alte limbi (0,47%)
Conform recensământului din 2001, majoritatea populației comunei Mîkolo-Hulak era vorbitoare de ucraineană (91,45%), existând în minoritate și vorbitori de rusă (6,46%) și română (1,33%).